# Maurits van der Valk

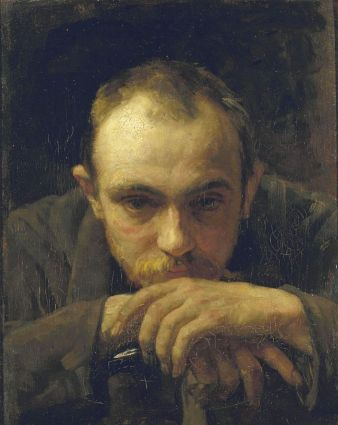
Portret van Maurits van der Valk door Jan Veth, Dordrechts Museum

Maurits Willem van der Valk (Amsterdam, 16 december 1857 - Laren, 6 mei 1935) was een Nederlandse kunstschilder, etser en kunstcriticus.

## Leven en werk
Van der Valk werd geboren als zoon van een huisschilder en leerde de eerste schilderstechnieken van zijn vader. Hij koos liever voor een kunstzinnige richting en volgde een opleiding aan de Rijksakademie van beeldende kunsten (1878-1884) in Amsterdam, waar hij les had van onder anderen August Allebé. Met medestudenten richtte hij in 1880 de Kunstenaarsvereniging Sint Lucas op.
Vanaf 1885 schreef hij kunstkritieken voor De Nieuwe Gids, het tijdschrift van de Tachtigers, onder het pseudoniem 'J. Stemming' of 'I.N. Stemming'. Van 1883 tot 1890 gaf hij les aan een tekenschool in Amsterdam. In 1889 vloog zijn atelier in brand. Van het verzekeringsgeld trok hij naar Parijs, waar hij enige tijd woonde en zijn latere vrouw Baukje van Mesdag leerde kennen. In 1893 keerde het gezin terug in Nederland. Hij gaf na zijn terugkeer particulier les aan onder anderen Johann Georg van Caspel en Reinier de Vries.

## Galerij

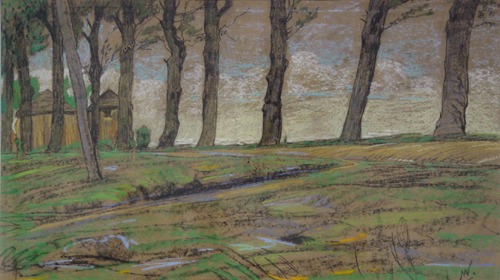
Bomenlaantje (ca. 1915)
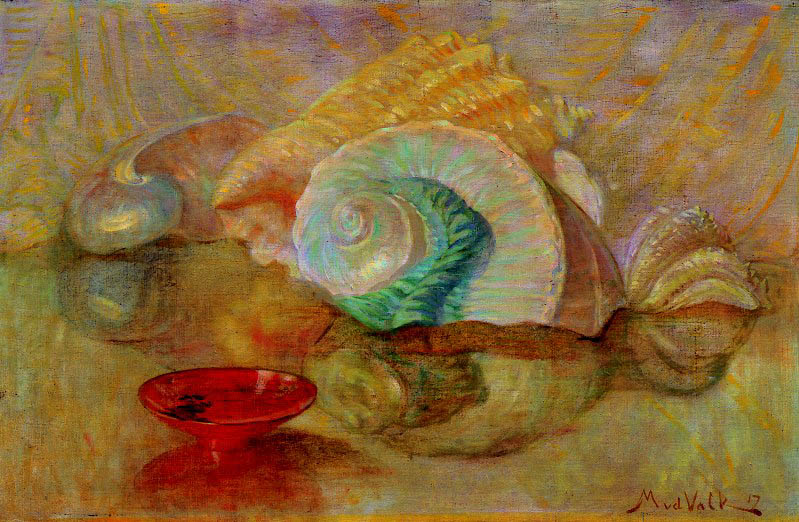
Stilleven met schelpen (1917).